# Michaela Schmidt (Ruderin)
Michaela Schmidt (* 20. September 1990 in Weißenfels) ist eine deutsche Ruderin. 
Schmidt war mit dem Achter Zweite bei den Junioren-Weltmeisterschaften 2007 und wurde bei den Junioren-Weltmeisterschaften 2008 Dritte. 2009 belegte sie zusammen mit ihrer Vereinskollegin von der HRV Böllberg v. 1884 u. Nelson v. 1874 Anne Becker im Zweier ohne Steuerfrau den zweiten Platz bei den U23-Weltmeisterschaften. 2010 und 2011 erreichte Schmidt mit dem Achter den vierten Platz bei den U23-Weltmeisterschaften, 2012 ruderte der Achter auf den zweiten Platz. 2013 gewann Schmidt mit dem deutschen Frauenachter die Silbermedaille bei den Europameisterschaften in Sevilla, 2014 erhielt sie mit dem Achter die Bronzemedaille bei den Europameisterschaften in Belgrad. 